# Aílton de Oliveira Modesto
Aílton de Oliveira Modesto (født 27. februar 1980) er en tidligere brasiliansk fodboldspiller.